# 塞尔卡拉苏尔斯
塞尔卡拉苏尔斯（法語：Cerca-la-Source，發音：[sɛʁka la suʁs]）是海地中央省塞爾卡拉蘇爾斯區的市镇，也是该区首府，总面积345平方千米，2015年人口56532。